# Nososticta commutata
Nososticta commutata är en trollsländeart som först beskrevs av Maurits Anne Lieftinck 1938.  Nososticta commutata ingår i släktet Nososticta och familjen Protoneuridae. Inga underarter finns listade i Catalogue of Life.